# Редут
Реду̀т (на френски: redoute – убежище) е постоянно или временно фортификационно, обикновено землено, съоръжение от затворен вид.
Широко се е използвал за отбрана (позиционна война). Пригоден е за тактическа отбрана на 200 – 800 войници (от рота до батальон). Много често включва и средства на артилерията (обикновено 2 – 4 оръдия).
Има форма на четириъгълник или друг многоъгълник. Обграден е от всички страни с висок землен насип (бруствер) и външен дълбок ров пред него. С развитието на минното дело подстъпите към редута често се минират.
Системата от редути може да има оперативно значение при отбранителни действия на военна част, съединение или обединение, които имат право на самостоятелни действия (полк, бригада, дивизия, корпус, армия).
Система от редути е използвана:
- в Руско-турската война (1877 – 1878) – при Плевен, Ловеч, Горни Дъбник, Телиш, Видин, Шейново и др.;
- в Балканската война (1912 – 1913) – при Одрин и др.